# Линия 15 (Парижское метро)
Линия 15 (фр. Ligne 15 du métro de Paris) — строящаяся линия Парижского метрополитена. Запуск линии ожидается поэтапно, в 2025—2030 годах.
Ожидается, что линия будет с автоматическим управлением составами.

## История
Строительство линии было запланировано в 2006 году. Проект был представлен президентом Франции Николя Саркози в 2009 году.
В 2013 году был представлен окончательный проект, актуальный и сейчас, тогда же линии был дан номер 15.
Запуск линии переносился не один раз. В данный момент открытие планируется на 2025 год (южная секция кольца) и до 2030 года (вся линия).

## Карта линии